# Podalyria sericea
Podalyria sericea är en ärtväxtart som beskrevs av Robert Brown. Podalyria sericea ingår i släktet Podalyria och familjen ärtväxter. Inga underarter finns listade i Catalogue of Life.